# 八幡屋商店
有限会社八幡屋商店（やはたやしょうてん）は、東京都江東区白河でソースを製造販売する調味料メーカー。

## 概要
1913年（大正2年）、現在の東京都中央区日本橋茅場町（当時は東京市日本橋区）で創業。28年ほど前（2016年の取材時点）に現在地に移転した。
創業者のルーツが岐阜県であり、屋号は郡上八幡から来ているという。家業として継承され、当代で4代目。従業員は3人（2017年時点）で、国内でも最小規模のソースメーカーであるという。
商品名は「ヤハタソース」（アルファベット表記はYAWATA SAUCE）で、主に業務用に販売されているが、小売も行っている。なお、業界でもソース専業であるのは珍しいという。